# Christian Ahrens (Musikwissenschaftler)
Christian Ahrens    (* 1943 in Berlin) ist ein deutscher  Musikwissenschaftler und Hochschullehrer im Ruhestand.

## Leben
Nach dem Abitur nahm Christian Ahrens ein Studium der Romanistik und Vergleichenden und Historischen Musikwissenschaft an der Freien Universität Berlin auf. Er legte 1970 an der FU Berlin die Promotion in Musikwissenschaft mit einer Untersuchung zur instrumentalen Volksmusik der Osttürkei ab. Es folgte eine Assistenzzeit an der FU Berlin und danach eine weitere Assistenzzeit an der Ruhr-Universität Bochum. In Bochum erfolgte im Jahre 1979 die Habilitation mit einer Arbeit über die Musik der Graekophonen in Kalabrien und der Pontosgriechen an der türkischen Schwarzmeerküste. Ahrens war von 1984 bis zu seiner Emeritierung Professor für Musikwissenschaft an der Ruhr-Universität Bochum.
Er verfasste zahlreiche Veröffentlichungen zur Musikinstrumentenkunde (hauptsächlich Tasten- und Blasinstrumente) sowie zur Musikgeschichte des 18. und 19. Jahrhunderts.

## Werke (Auswahl)
- Instrumentale Musikstile an der osttürkischen Schwarzmeerküste. Eine vergleichende Untersuchung der Spielpraxis von davul-zurna, kemençe und tulum. (Dissertation) Kommissionsverlag K. Renner, München 1970
- Aulos – Touloum – Fischietti. Antike Traditionen in der Musik der Pontos-Griechen und der Graeko-Kalabrier. (Habilitationsschrift 1979) Alano-Verlag, Aachen 1987
- (Red.): Laute und Theorbe. Symposium im Rahmen der 31. Tage Alter Musik. Stadt Herne, Fachbereich Kultur, Herne 2006, ISBN 3-9807008-7-9.
- mit Felix Friedrich (Hrsg.): Gottfried Silbermann als InstrumentMacher (= Freiberger Studien zur Orgel. Nr. 9). Kamprad, Altenburg 2006, ISBN 3-930550-41-5.
- Viola da gamba und Viola da braccio. Symposium im Rahmen der 27. Tage Alter Musik in Herne 2002. München 2006, ISBN 3-87397-583-1.
- mit Gregor Klinke (Red.): Fundament aller clavirten Instrumenten – das Clavichord. Symposium im Rahmen der 26. Tage Alter Musik in Herne 2001. Katzbichler, München/Salzburg 2003, ISBN 3-87397-582-3.
- mit Gregor Klinke: Das Harmonium in Deutschland. Bau, wirtschaftliche Bedeutung und musikalische Nutzung. Frankfurt am Main 2001, ISBN 3-923639-48-1.
- Schein-Polyphonie in instrumentaler Volksmusik. In: Die Musikforschung. 26. Jahrgang, Heft 3, Juli–September 1973, S. 321–332.